# HMS Rattlesnake (1886)
HMS Rattlesnake – brytyjska kanonierka torpedowa będąca rozwinięciem wcześniejszego eksperymentalnego HMS „Swift”. Okręt należał do budowanej jedynie przez krótki czas klasy kanonierek torpedowych (ang. torpedo gunboats), jednego z ostatnich ogniw postępu techniki wojskowej prowadzących do powstania współczesnych niszczycieli.
Wodowany w 1884 „Swift” był konstrukcją stosunkowo udaną, ale nadal zbyt małą, aby mogła operować we wszystkich warunkach pogodowych na pełnym morzu, i o zbyt małym zasięgu, aby towarzyszyć większym okrętom floty w dłuższych rejsach. W odpowiedzi na te wyzwania Nathaniel Barnaby zaprojektował zbudowany w stoczni Cammell Laird nowy okręt, „Rattlesnake”, który był powiększoną wersją „Swifta”. Stępkę pod HMS „Rattlesnake” (ang. „Grzechotnik”) położono 16 listopada 1885, zwodowano go 11 września 1886, zaś do służby wszedł w maju w 1887. Zamówienie związane było z grożącą w tym czasie możliwością wojny z Rosją. Na podstawie planów „Grzechotnika” zbudowano trzy kolejne, bardzo podobne, lecz o nieco mniejszej wyporności (526 t), jednostki HMS „Grasshopper”, HMS „Sandfly” i HMS „Sandfly” (zazwyczaj określane jako typ Grasshopper), wybudowano w latach 1886-88 w stoczniach w Sheerness i Devonport.
HMS „Rattlesnake” był pierwszym okrętem Royal Navy, do napędu którego użyto maszyny parowej potrójnego rozprężania, była to zapowiedź późniejszego trendu wykorzystywania stosunkowo niedrogich niszczycieli do testowania nowych i eksperymentalnych technologii. Okręty tego typu, jako jedne z bardzo nielicznych torpedowców, kontrtorpedowców i im podobnych klas, posiadały opancerzenie – ich pokład pokryty był pancerzem o grubości 0,75 cala (19 mm).
„Rattlesnake” i pochodne mu koniki polne nie były konstrukcjami do końca udanymi, miały lepszą żeglowność i większy zasięg od poprzedzającego je „Swifta”, ale za to mniejszą prędkość maksymalną, wyraźnie niższą nie tylko od ich poprzednika, ale także od współczesnych im torpedowców.
Wszystkie cztery jednostki zostały wycofane ze służby i złomowane w latach 1903–1910. Najdłużej istniał wodowany jako pierwszy „Rattlesnake”, który w 1891 został wycofany do rezerwy, a w 1906 skreślony z listy floty. Otrzymał jednak nową rolę jako ćwiczebny cel dla okrętów podwodnych i według większości źródeł został ostatecznie złomowany w 1910. Niektóre źródła jednak sugerują, że był wciąż używany jako cel do eksperymentów z minami do 1914.